# Earl Blumenauer

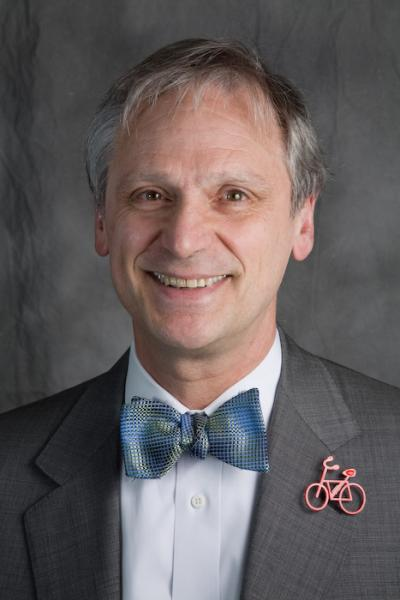
Earl Blumenauer

Earl Francis Blumenauer (* 16. August 1948 in Portland, Oregon) ist ein US-amerikanischer Politiker. Seit 1996 vertritt er den dritten Wahlbezirk des Bundesstaates Oregon im US-Repräsentantenhaus.

## Frühe Jahre und politischer Aufstieg
Earl Blumenauer besuchte bis 1966 die Centennial High School und danach bis 1970 das Lewis & Clark College in Portland. Er beendete seine Ausbildung im Jahr 1976 mit einem Jurastudium an der Lewis & Clark Law School. Zwischen 1970 und 1977 war er neben seiner Studienzeit auch noch Assistent des Leiters der Portland State University.
Blumenauer wurde Mitglied der Demokratischen Partei. Zwischen 1973 und 1978 war er Abgeordneter im Repräsentantenhaus von Oregon; von 1975 bis 1981 war er im Vorstand des Portland Community College. Danach wurde er von 1978 bis 1985 Landrat (Commissioner) im Multnomah County. Außerdem war er von 1986 bis 1996 Mitglied im Stadtrat von Portland. In den Jahren 1990 und 1991 gehörte er der Bildungskommission des Gouverneurs von Oregon an.

## Kongressabgeordneter
Nachdem der Kongressabgeordnete Ron Wyden in den US-Senat gewählt worden war, fanden Anfang 1996 im dritten Wahlbezirk von Oregon Nachwahlen für die dadurch im US-Repräsentantenhaus vakant gewordene Stelle statt. Diese Wahlen gewann Earl Blumenauer als Kandidat seiner Partei mit 69 % der Stimmen. Damit konnte er am 21. Mai 1996 sein neues Mandat im Kongress antreten. Nach bisher 13 Wiederwahlen in den Jahren 1998 bis 2020 kann er sein Amt bis heute ausüben. Seine neueste Legislaturperiode läuft bis zum 3. Januar 2023. Seine Wahlergebnisse lagen zeitweise zwischen 67 % und 84 %. Im Kongress ist bzw. war er Mitglied im Haushaltsausschuss, und dem Committee on Ways and Means und in einem von dessen Unterausschüssen. In den Jahren 2004 und 2008 war er Vorsitzender der Wahlkampf-Teams von John Kerry und Barack Obama in Oregon. In seine Zeit als Kongressabgeordneter fielen die Terroranschläge am 11. September 2001, der Irakkrieg und der Militäreinsatz in Afghanistan.
Angesichts der Verstrickung seines Landsmanns Gordon Sondland in die Ukraine-Affäre rief Blumenauer dazu auf, dessen Hotels zu boykottieren.
Blumenauer ist ein Unterstützer des SAFE Banking Act.

## Privates
Earl Blumenauer ist mit Margaret Kirkpatrick Blumenauer verheiratet. Privat wohnt er in Portland.